# Sho Hatsuyama
Sho Hatsuyama, nascido a 17 de agosto de 1988 em Sagamihara, é um ciclista japonês, membro da equipa Nippo-Vini Fantini-Faizanè. No Giro d'Italia de 2019 teve o episódio de classificar-se como último na classificação geral.

## Palmarés
2013
- Tour de Okinawa

2015
- 1 etapa do Tour de Singkarak

2016
- Campeonato do Japão em Estrada

## Resultados nas Grandes Voltas
| Carreira        | 2011 | 2012 | 2013 | 2014 | 2015 | 2016 | 2017 | 2018 | 2019 |
| --------------- | ---- | ---- | ---- | ---- | ---- | ---- | ---- | ---- | ---- |
| Giro d'Italia   | -    | -    | -    | -    | -    | -    | -    | -    | 142º |
| Tour de France  | -    | -    | -    | -    | -    | -    | -    | -    | -    |
| Volta a Espanha | -    | -    | -    | -    | -    | -    | -    | -    | -    |

-: não participa 

Ab.: abandono 